# Кубок Македонії з футболу 2002—2003
Кубок Македонії з футболу 2002–2003 — 11-й розіграш кубкового футбольного турніру в Македонії. Титул вперше здобула Цементарниця 55.

## Календар
| Раунд       | Дата                        | Матчі | Клуби   |
| ----------- | --------------------------- | ----- | ------- |
| 1/16 фіналу | 4 серпня 2002               | 16    | 32 → 16 |
| 1/8 фіналу  | 25 вересня - 30 жовтня 2002 | 16    | 16 → 8  |
| 1/4 фіналу  | 2/30 листопада 2002         | 8     | 8 → 4   |
| 1/2 фіналу  | 19 березня/23 квітня 2003   | 4     | 4 → 2   |
| Фінал       | 28 травня 2003              | 1     | 2 → 1   |

## 1/16 фіналу
| Команда 1                             | Рахунок      | Команда 2             |
| ------------------------------------- | ------------ | --------------------- |
| 4 серпня 2002                         |              |                       |
| Башкімі (2)                           | 1:3          | Побєда (Прилеп)       |
| Влазрімі (2)                          | 2:5          | Беласиця (Струмиця)   |
| Побєда (Валандово) (2)                | 0:2          | Пелістер              |
| Слога Югомагнат                       | 2:0          | Турново               |
| Македонія Гьорче Петров (2)           | 2:1          | Караорман (2)         |
| Маджарі Солідарност (2)               | 0:1          | Напредок              |
| Локомотива Бенто Експорт (Скоп'є) (3) | 1:1 пен. 5:4 | Осогово (2)           |
| Воска (3)                             | 1:3          | Цементарниця 55       |
| Гостивар (3)                          | 2:4          | Работнічкі            |
| Малеш (3)                             | 0:4          | Вардар                |
| Злетовиця (3)                         | 0:5          | Сілекс                |
| Бело Брдо (3)                         | 2:5          | Борец (Велес) (2)     |
| Преспа (3)                            | 0:5          | Кожуф (2)             |
| 11 Октомврі (2)                       | 2:2 пен. 4:3 | Брегальниця (Делчево) |
| Тиквеш                                | 2:1          | Куманово              |
| Бітола (3)                            | 0:2          | Тетекс (2)            |

## 1/8 фіналу
| Команда 1                             | Заг.         | Команда 2         | 1-й матч | 2-й матч |
| ------------------------------------- | ------------ | ----------------- | -------- | -------- |
| 25 вересня/30 жовтня 2002             |              |                   |          |          |
| Тетекс (2)                            | 1:1 пен. 3:4 | Вардар            | 1:0      | 0:1      |
| Беласиця (Струмиця)                   | 2:2 пен. 3:1 | Побєда (Прилеп)   | 1:1      | 1:1      |
| Пелістер                              | 2:4          | Слога Югомагнат   | 1:1      | 1:3      |
| Локомотива Бенто Експорт (Скоп'є) (3) | 3:2          | Борец (Велес) (2) | 0:1      | 3:1      |
| Сілекс                                | 10:2         | 11 Октомврі (2)   | 5:0      | 5:2      |
| Македонія Гьорче Петров (2)           | 2:7          | Напредок          | 1:4      | 1:3      |
| Кожуф (2)                             | 1:3          | Тиквеш            | 0:0      | 1:3      |
| 2/30 жовтня 2002                      |              |                   |          |          |
| Работнічкі                            | 3:3 (ч)      | Цементарниця 55   | 1:3      | 2:0      |

## 1/4 фіналу
| Команда 1           | Заг.    | Команда 2                             | 1-й матч | 2-й матч |
| ------------------- | ------- | ------------------------------------- | -------- | -------- |
| 2/30 листопада 2002 |         |                                       |          |          |
| Беласиця (Струмиця) | 2:2 (ч) | Вардар                                | 1:0      | 1:2      |
| Тиквеш              | 0:4     | Слога Югомагнат                       | 0:2      | 0:2      |
| Цементарниця 55     | 3:2     | Локомотива Бенто Експорт (Скоп'є) (3) | 0:1      | 3:1      |
| Напредок            | 2:4     | Сілекс                                | 1:0      | 1:4      |

## 1/2 фіналу
| Команда 1                 | Заг. | Команда 2       | 1-й матч | 2-й матч |
| ------------------------- | ---- | --------------- | -------- | -------- |
| 19 березня/23 квітня 2003 |      |                 |          |          |
| Беласиця (Струмиця)       | 1:2  | Слога Югомагнат | 1:1      | 0:1      |
| Цементарниця 55           | 2:1  | Сілекс          | 1:0      | 1:1      |

## Фінал
| 28 травня 2003 |

| Цементарниця 55                                          | 4:4      | Слога Югомагнат                                  |
| -------------------------------------------------------- | -------- | ------------------------------------------------ |
| Блессінг 28' Савов 40', 44' (пен.) Вандеїр 68'           | Протокол | Савич 3' Нухії 45+2', 52' Стефановський 81' (аг) |
|                                                          | Пенальті |                                                  |
| - Глигоров - Димитровський - Христовський - Цветковський | 3:2      | - Савич - Мустафі - Байрам - Рамадані - Нухії    |

| Градський стадіон, Скоп'є Глядачів: 7 000 Арбітр: Делчо Якимовський |